# بونتيفيكو
بونتيفيكو (Pontevico) بلدية تقع في مقاطعة بريشا في إقليم لومبارديا بشمال إيطاليا. بلغ عدد السكان 7,029 نسمة حسب تعداد عام 2007.

## السكان
في سنة 1861 بلغ عدد السكان 6٬373 نسمة، وتطور العدد ليصل في سنة 2011 لـ 7٬121 نسمة.
يظهر هذا المخطط البياني تطور النمو السكاني لـ بونتيفيكو

## أعلام
- فرديناند بروهين